# Kergrist-Moëlou
Kergrist-Moëlou (tiếng Breton: Kergrist-Moeloù) là một xã của tỉnh Côtes-d’Armor, thuộc vùng Bretagne, tây bắc Pháp.

## Dân số
Người dân ở Kergrist-Moëlou được gọi là Kergristois.